# Thé au Bhoutan
La production de thé au Bhoutan est marginale, et le thé est consommé sous forme de thé au beurre ou de chai.

## Histoire
La première tentative de production de thé au Bhoutan date de 1774, lorsque le gouverneur-général britannique du Bengal Warren Hastings envoie des graines de thé à l'émissaire chargé du Bhoutan, George Bogle.
Dans les années 1940, le roi Jigme Wangchuck plante des théiers issus de graines et de boutures de Chine et d'Inde près du palace de Samcholing, à Trongsa.
Plusieurs tentatives ont lieu au cours du XXIe siècle pour introduire la production de théiers. En 2000 sont introduits des théiers assamica venus d'Inde, mais ils sont ignorés par les populations locales. Une nouvelle tentative a lieu en 2008, sous l'initiative de l'université nationale de sciences et technologies Gyeongnam de Corée du Sud : celle-ci comprend la plantation de nouveaux théiers par six fermiers, la réhabilitation des anciens par deux autres, des recherches sur divers aspects de la production et le goût des thés produits à partir de ces deux souches, ainsi qu'une communication envers les populations locales sur les bénéfices sanitaires associés à la consommation de thé vert. L'année suivante, le pays se dote de machines de production grâce à un financement sud coréen. En 2012, 40 agriculteurs produisent du thé, cultivé sur des surfaces de 0,2 à 1,2 hectares situées dans le district de Trongsa.
La production de thé en 2015 atteint les 7000 sachets de thé de 30g.

## Commerce
Le thé vert produit est vendu à la fois localement et aux touristes ; une partie est exportée aux États-Unis.

## Consommation
Une des spécialités du Bhoutan est le suja, un thé au beurre, consommé aux mariages ou au nouvel an. Celui-ci est traditionnellement réalisé à partir de thé noir de Jarhi, de la région historique de Surguja aujourd'hui dans l'état de Chhattisgarh en Inde. Il peut aussi être consommé avec des thés noirs CTC, mais aussi du earl grey ou du pu-erh. Le chai est aussi régulièrement consommé.